# La Reforma
La Reforma é um município da Guatemala do departamento de San Marcos.